# Greenville (Texas)
Pour l’article homonyme, voir Greenville.
La ville de Greenville est le siège du comté de Hunt, dans l’État du Texas, aux États-Unis. Elle comptait 25 557 habitants lors du recensement de 2010.

## Personnalité liée à la ville
- Radish, groupe de post-grunge américain.

## Source
- (en) Cet article est partiellement ou en totalité issu de l’article de Wikipédia en anglais intitulé « Greenville, Texas » (voir la liste des auteurs).